# 禹貢地域圖
禹贡地域图，中国最早采用科学的绘制方法绘制的大型地图集，也是见于文字记载的最早历史地图集。
西晋司空裴秀在门客京相璠协助下编绘而成。共十八篇，附序言一篇。约在泰始四年（268年）至泰始七年（271年）间完成。此书对《禹贡》所记载的山海川流、原隰陂泽，古代九州及晋朝的十六州、郡国县邑、疆界乡陬，还有古国盟会旧名、水陆径路等，都作查对核实，是上起夏禹下至西晋的历代政区沿革图。
禹贡地域图已经佚失，现在保存下来图序。图序提出“制图六体”，被后代治图者所遵循。六体基本上符合近代制图学原理。唐朝贾耽《海内华夷图》深受其影响。李约瑟评论裴秀“堪称中国科学制图学之父”。